# Josh Miller
Ne doit pas être confondu avec Josh Miller (scénariste).
(en) Statistiques sur pro-football-reference
Josh Miller (né le 14 avril 1970 dans le Queens à New York) est un analyste et sportif professionnel américain  de football américain ayant joué au poste de punter dans la National Football League (NFL) pendant quinze saisons (1994-2008).
Auparavant il avait joué au football américain universitaire pour les Wildcats de l'Université de l'Arizona et avait obtenu une sélection dans la première équipe All-America de 1992. Après sa carrière universitaire, il a rejoint en 1994, les Stallions de Baltimore de la Ligue canadienne de football (LCF), en tant qu'agent libre non sélectionné à la draft de la NFL.
En NFL, Miller a joué chronologiquement pour les Seahawks de Seattle, les Steelers de Pittsburgh, les Patriots de la Nouvelle-Angleterre et les Titans du Tennessee, disputant un total de 165 matchs NFL.

## Biographie

### Jeunesse
Miller, d'origine juive, fréquente l’East Brunswick High School et l’East Brunswick Jewish Centre (EBJC) dans le canton d'East Brunswick au New Jersey. À son école secondaire, il est joueur d'élite dans l'équipe de football américain (wide receiver, en plus de s'occuper des tâches de punter où il détient encore quelques records de carrière) et de la piste (en tant que sauteur en hauteur), ainsi qu'arrière au basket-ball.
Miller est un camarade de classe et coéquipier de football du créateur de l'émission de radio The Young Turks, Cenk Uygur (en).

### Carrière universitaire
Miller fréquente le Scottsdale Community College (en) pendant deux ans et est letterman dans le football avec les Fighting Artichokes. Il figure dans la sélection All-Western State Football League comme punter.
Miller rejoint l'Université de l'Arizona et est letterman au football pendant deux autres années. Il fait partie de la sélection All-Pacific-10 Conference et de celle de l'All-America comme senior.

### Carrière professionnelle

#### Stallions de Baltimore
Après avoir obtenu son diplôme en Arizona, Miller signe en 1995 avec les Stallions de Baltimore de la Ligue canadienne de football (LCF) (recommandé par Rich Ellerson, son ancien entraîneur avec Arizona qui faisait autrefois partie du personnel de la LCF) et est membre de l'équipe championne de la Coupe Grey de 1995. Miller a réalisé un simple lors de la 83e édition de la Coupe Grey. Un punt aidé par un vent de 50 km/h au Taylor Field, à Regina, passe par-dessus le retourneur des Stampeders de Calgary et sort par l'arrière de la end-zone, ce qui permet d'attribuer un simple (un point) à l'équipe de Baltimore. Il est sélectionné sur l'équipe des étoiles de la LCF lors de ses deux saisons.

#### Seahawks de Seattle
Il participe à l'avant saison avec les Seahawks de Seattle avant d'être libéré à l'automne 1996.

#### Steelers de Pittsburgh
En 1996, Miller rejoint les Steelers de Pittsburgh. Il reste avec l’équipe jusqu'en 2003, tout en continuant à habiter à Pittsburgh.
Dans un match contre les Ravens de Baltimore en 2003, Miller lance une passe de touchdown de 81 yards à son coéquipier Chris Hope. Cela égale le record détenu par Gary Hammond et Arthur Marshall (en) pour la plus longue passe réussie par un non-quarterback dans l'histoire de la NFL.

#### Patriots de la Nouvelle-Angleterre
Avant la saison 2004, Miller signe avec les Patriots de la Nouvelle-Angleterre avec lesquelles il joue lors des trois saison suivantes.
Lors du Super Bowl XXXIX contre les Eagles de Philadelphie, Miller dégage deux punts notables, un sur la ligne de 7 yards des Eagles et l'autre qui immobilise les Eagles sur leur ligne des 4 yards avec seulement 46 secondes à jouer.
Au cours de sa carrière avec les Patriots, Miller dispute 42 matchs consécutifs en saison régulière, avant d'être placé sur la liste des blessés le 24 novembre 2006. Miller est libéré par les Patriots le 16 août 2007.

#### Titans du Tennessee
Le 21 septembre 2007, Miller signe avec les Titans du Tennessee à la suite de la blessure de Craig Hentrich (en) et fait ses débuts contre les Saints de La Nouvelle-Orléans le 24 septembre 2007. Le 17 décembre 2007, il est libéré par le Titans. Il signe ensuite de nouveau avec les Titans le 23 mai 2008, avant d'être libéré une fois de plus le 19 août 2008.
Le 4 octobre 2008, Les Titans re-signent Miller quatre matchs après le début de la saison régulière. L’équipe libère le quarterback Chris Simms (en) pour laisser une place à Miller, mais deux jours plus tard, Miller est relâché à nouveau lorsque Simms revient avec l'équipe.

### Après carrière sportive
Miller rejoint la radio KDKA-FM de Pittsburgh en tant qu'analyste sportif le 13 juillet 2010 et commente également sur la chaîne de télévision KDKA-TV. Il coanime The Fan Morning Show avec Colin Dunlap et Jim Colony (en) jusqu'en avril 2018. Miller est président et cofondateur (avec Jason Silver,) de Bardownski Hockey et de GELSTX Hockey à Pittsburgh.